# Irena Pyka
Irena Pyka – polska ekonomistka, profesor nauk ekonomicznych.

## Życiorys
W 1974 ukończyła studia w Wyższej Szkole Ekonomicznej w Katowicach, 16 kwietnia 1982 obroniła pracę doktorską, 30 września 1996 habilitowała się na podstawie pracy zatytułowanej Proces i instrumenty transmisji pieniądza w gospodarce rynkowej. 12 stycznia 2012 nadano jej tytuł profesora w zakresie nauk ekonomicznych. Została zatrudniona na stanowisku profesora w Katedrze Finansów na Wydziale Finansów i Ubezpieczeń Uniwersytetu Ekonomicznego w Katowicach, w Katedrze Ekonomii i Badań Regionalnych na Wydziale Zarządzania i Inżynierii Produkcji Politechniki Opolskiej i w Katedrze Finansów i Rachunkowości na Wydziale Ekonomicznym i Inżynieryjnym Wyższej Szkole Zarządzania Marketingowego i Języków Obcych w Katowicach, a także profesora nadzwyczajnego w Katedrze Zarządzania i Finansów na Wydziale Ekonomicznym i Inżynieryjnym Wyższej Szkole Zarządzania Marketingowego i Języków Obcych w Katowicach.
Jest profesorem zwyczajnym i kierownikiem Katedry Bankowości i Rynków Finansowych, Kolegium Finansów Uniwersytetu Ekonomicznego w Katowicach, profesorem nadzwyczajnym Katedry Ekonomii, Finansów i Badań Regionalnych Wydziału Ekonomii i Zarządzania Politechniki Opolskiej, a także członkiem Komitetu Nauk o Finansach na I Wydziale Nauk Humanistycznych i Społecznych Polskiej Akademii Nauk.
Od 1974 w związku małżeńskim z Janem Pyką, mają syna Łukasza.

## Odznaczenia
- Złoty Krzyż Zasługi (2001)[4]